# Бабуциу (Клуж)
Бабуциу (рум. Băbuțiu) насеље је у Румунији у округу Клуж у општини Вултурени. Oпштина се налази на надморској висини од 385 m.

## Становништво
Према подацима из 2002. године у насељу је живело 201 становника.

### Попис2002.
| Расподела становништва по националности 2002.‍ | Расподела становништва по националности 2002.‍ | Расподела становништва по националности 2002.‍ | Расподела становништва по националности 2002.‍ | Расподела становништва по националности 2002.‍ |
| --------------------------------------------- | --------------------------------------------- | --------------------------------------------- | --------------------------------------------- | --------------------------------------------- |
|                                               |                                               |                                               |                                               |                                               |
| Румуни                                        | Румуни                                        |                                               | 158                                           | 78,6%                                         |
| Мађари                                        | Мађари                                        |                                               | 13                                            | 6,5%                                          |
| Роми                                          | Роми                                          |                                               | 30                                            | 14,9%                                         |